# Helmut Türk

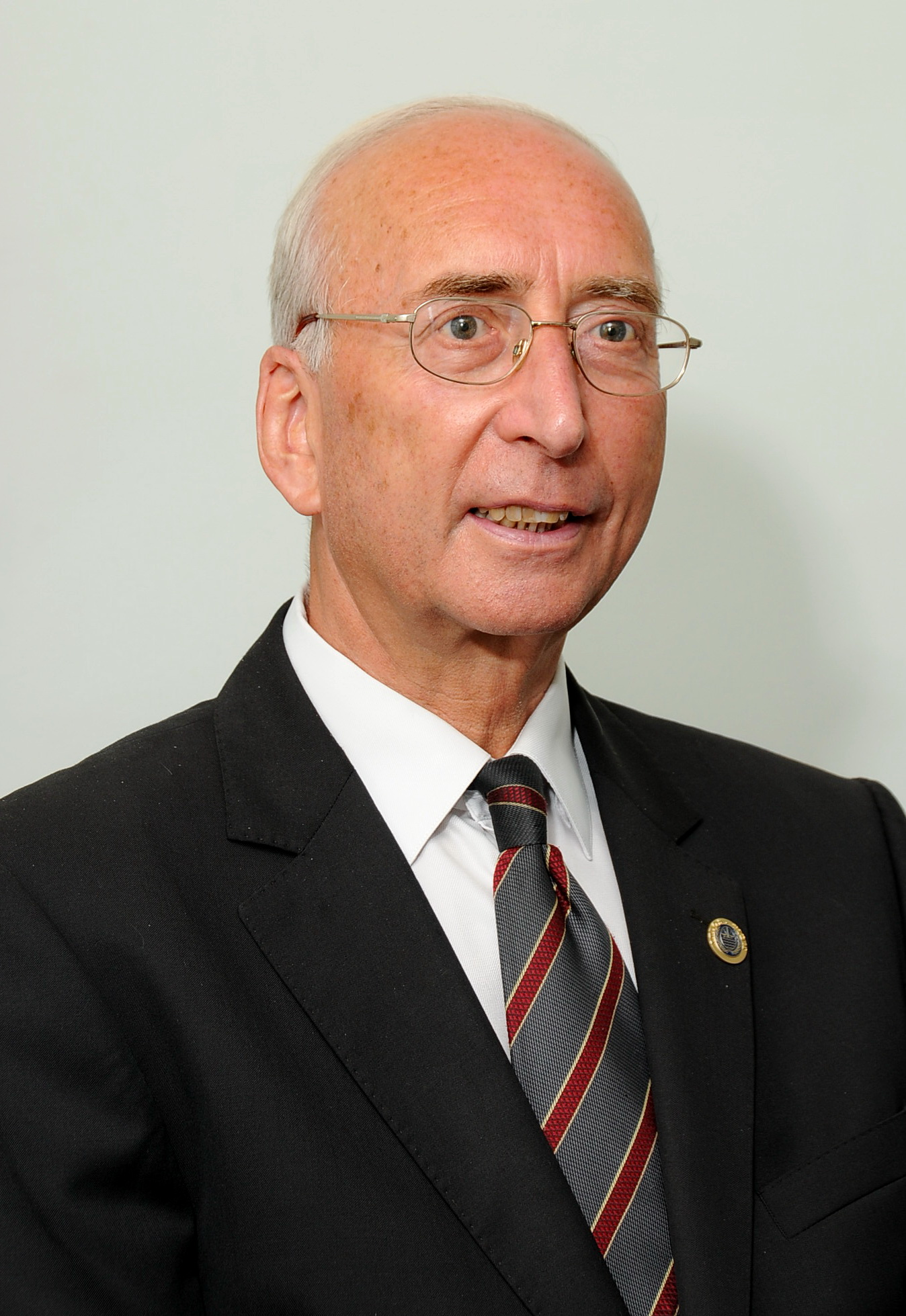
Helmut Türk

Helmut Türk (* 24. April 1941 in Linz) ist ein österreichischer Jurist. Von 2005 bis 2015 war er Richter am Internationalen Seegerichtshof.

## Leben
Türk besuchte das Bundesrealgymnasium in Bad Ischl, wo er 1959 die Matura bestand. Anschließend studierte er Rechtswissenschaften an der Universität Wien und promovierte 1963 zum Doktor der Rechtswissenschaften. Bis 1964 widmete er sich dem Studium der Rechtswissenschaften und Geschichte am College of Europe in Brügge.
1965 trat Türk in den Auswärtigen Dienst seines Landes ein und war bis 1967 im Bundesministerium für auswärtige Angelegenheiten tätig. Von 1967 bis 1972 arbeitete er im Generalkonsulat in Hongkong und war anschließend bis 1978 wieder im Außenministerium tätig, wo er 1977/78 die stellvertretende Leitung des Völkerrechtsbüros innehatte. Von 1978 bis 1982 wirkte er an der österreichischen Botschaft in Bonn als Stellvertreter des Missionschefs. Anschließend kehrte Türk nach Wien zurück und leitete bis 1993 das Völkerrechtsbüro im Bundesministerium für auswärtige Angelegenheiten.
Von 1993 bis 1999 war Türk als außerordentlicher und bevollmächtigter Botschafter in den USA und auf den Bahamas tätig und war Ständiger Beobachter Österreichs bei der Organisation Amerikanischer Staaten (OAU). Anschließend übernahm er bis 2004 das Amt des Kabinettsdirektors in der Österreichischen Präsidentschaftskanzlei und war von 2005 bis 2006 außerordentlicher und bevollmächtigter Botschafter beim Heiligen Stuhl, beim Souveränen Malteser Ritterorden und in San Marino.
Zwischen dem 1. Oktober 2005 und dem 2. April 2015 war Türk Richter am Internationalen Seegerichtshof in Hamburg. Von 2008 bis 2011 wirkte er als dessen Vizepräsident. Im Juli 2015 wurde er für ein Jahr zum Präsidenten der Versammlung der Internationalen Meeresbodenbehörde gewählt.
Türk ist verheiratet und Vater von drei Kindern. Er ist seit 1959 Mitglied der katholischen Studentenverbindung KaV Norica Wien und seit 2006 Mitglied der katholischen Studentenverbindung KAV Capitolina Rom.

## Ehrungen und Auszeichnungen
- 2012: Auszeichnung mit dem Titel Professor durch das Land Oberösterreich[1]
- 2006: Großes Ehrenzeichen des Landes Salzburg
- 2006: Großkreuz des Piusordens
- 2005: Silbernes Komturkreuz des Ehrenzeichens für Verdienste um das Bundesland Niederösterreich mit dem Stern,[2]
- 2004: Großes Goldenes Ehrenzeichen mit dem Stern für Verdienste um die Republik Österreich[3]
- 2004: Grosskreuz des fürstlich liechtensteinischen Verdienstordens
- 2003: Komturkreuz des Landes Burgenland
- 2002: Großkreuz des italienischen Verdienstordens
- 2002: Großkreuz des portugiesischen Dom Henrique Ordens
- 2001: Großkreuz des königlich jordanischen Stern-Ordens
- 2001: Großoffizierkreuz des omanischen Zivil-Ordens
- 1999: Großkreuz des kaiserlichen japanischen Ordens des heiligen Schatzes
- 1997: Österreichisches Ehrenkreuz für Wissenschaft und Kunst I. Klasse
- 1997: Silbernes Ehrenzeichen des Landes Oberösterreich
- 1990: Komtur mit Stern des Päpstlichen Ritterordens des heiligen Gregors des Großen[4]
- 1989: Großkreuz des Verdienstordens „pro merito melitensi“ des Souveränen Malteser Ritterordens
- 1988: Großes Silbernes Ehrenzeichen für Verdienste um die Republik Österreich[5]
- 1982: Großes Verdienstkreuz mit Stern des Verdienstordens der Bundesrepublik Deutschland
- 1978: Venezolanischer Orden Francisco de Miranda II. Klasse
- 1974: Kommandeurkreuz des königlich jordanischen Unabhängigkeits-Ordens.

## Publikationen (Auswahl)
- Österreich im Spannungsfeld von Neutralität und kollektiver Sicherheit. Verlag Österreich, Wien 1997, ISBN 3-7046-1129-8.
- Die Wende 1989/90 und die Obsoleterklärung einiger Artikel des Staatsvertrags. In: Arnold Suppan, Gerald Stourzh, Wolfgang Mueller (Hrsg.): Der Österreichische Staatsvertrag 1955 – Internationale Strategie, rechtliche Relevanz, nationale Identität. Verlag der Österreichischen Akademie der Wissenschaften, Wien 2005, ISBN 3-7001-3537-8, (Archiv für österreichische Geschichte 140), S. 821.
- Die Militärischen und Luftfahrt-Bestimmungen des Österreichischen Staatsvertrags und deren Obsoleszenz. In: Waldemar Hummer (Hrsg.): Staatsvertrag und immerwährende Neutralität Österreichs. Eine juristische Analyse. Verlag Österreich, Wien 2007, ISBN 978-3-7046-5099-3, S. 121.
- The Contribution of the International Tribunal for the Law of the Sea to International Law. In: Penn State International Law Review. 26, Nr. 2, Fall 2007, ISSN 1546-3435, S. 289.
- The Landlocked States and the Law of the Sea. In: Revue belge de droit international. 40, Nr. 1, 2007, ISSN 0035-0788, S. 91–112.
- Combating Terrorism at Sea – the Suppression of Unlawful Acts against the Safety of Maritime Navigation. In: University of Miami International and Comparative Law Review. 15, Special Issue Spring 2008, ISSN 1551-3289, S. 337–368.